# Alaimus thrixus
Alaimus thrixus is een rondwormensoort uit de familie van de Alaimidae.